# لا وقت للدموع (فلم)
لا وقت للدموع هو فيلم دراما مصري من إخراج نادر جلال  وبطولة نجلاء فتحي، حسين فهمي، صفية العمري، نور الشريف ومحمود المليجي، صدر الفيلم في 24 سبتمبر 1976.
الفيلم من أفلام عيد الفطر 1396 هـ.

## نبذه
تتعطل سيارة الراقصة عزة على الطريق، ويساعدها حازم ضابط الصاعقة، ويقعا في الحب، لكنه بعد ذلك يستدعى من أجل المشاركة على الجبهة، ويأتيها الخبر أنه قد مات، وتحزن عليه.

## طاقم العمل
- نجلاء فتحي بدور عزة
- حسين فهمي بدور عمرو
- صفية العمري بدور صفاء
- نور الشريف (ضيف شرف)
- محمود المليجي بدور اللواء مراد
- أمينة رزق
- إحسان شريف

## وصلات خارجية
- مقالات تستعمل روابط فنية بلا صلة مع ويكي بيانات